# الاعدان (الاحشود)

تعديل مصدري - تعديل

الاعدان محلة تابعة لقرية الاحشود، التابعة لعزلة حقين بمديرية حزم العدين إحدى مديريات محافظة إب في الجمهورية اليمنية، بلغ تعداد سكانها 150 حسب تعداد اليمن لعام 2004.